# Olga Lipovskaïa
Olga Lipovskaïa (9 février 1954 - 24 août 2021) est une journaliste, poète, traductrice et militante féministe russe. 
Durant le Glasnost, elle publie à destination des femmes un journal en Samizdat. Elle a également fait partie du comité de coordination de la section pétersbourgeoise du parti Union démocratique (1988 - 1991).
À partir de 1992, elle est à la tête du Centre pour les questions de genre de Saint-Pétersbourg. Elle travaille en tant que journaliste et traductrice. Elle a notamment traduit le "SCUM Manifesto" de Valérie Solanas et "Feminist Political Theory" (théorie politique féministe) de Valerie Bryson. 
Dans les dernières années de sa vie, elle soutient divers projets féministes, dont le projet FemInfoteka de bibliothèque féministe auto-organisée de Saint-Pétersbourg. 
Elle meurt le 24 août 2021 à Saint-Pétersbourg.  